# Android Nougat
Android 7 Nougat (кодовое название Android N во время разработки) — седьмая версия мобильной операционной системы Android, разработанная Google.
Заключительное издание операционной системы состоялось 22 августа 2016 года. Название новой операционной системы было выбрано голосованием пользователей — Nougat, хотя многие ожидали Nutella. 
Первым смартфоном с новой ОС стал LG V20, анонс которого состоялся 6 сентября в Сан-Франциско. Nougat вносит заметные изменения в операционную систему и платформу разработки, в том числе возможность отображения нескольких приложений на экране сразу в виде разделённого экрана, поддержку встроенных ответов уведомлений. Также Java-среда платформы была переведена на OpenJDK и получила поддержку API визуализации графики Vulkan и «невидимые» обновления системы на поддерживаемых устройствах.
Android Nougat получил в основном положительные отзывы. Дитер Бон из The Verge похвалил новый многозадачный интерфейс Android Nougat, назвав его «давно назревшим» для планшетов Android.
По средней доле использования Android 7 уступает Android 6 обычно на 9,9%. Данный парадокс связан с повышенными требованиями у системы по сравнению с Android 6.  
На данный момент Nougat устаревший. В root сегменте и в Google Play эта версия устарела. 13 февраля 2025 года, YouTube перестал открываться и быть доступным для Android 7 и ниже, поскольку YouTube для этих версий Android больше не обновлялся после 26 августа 2022 года, хотя этот факт не мешал ему открываться до этого и не мешает сам факт, что браузеры которые тоже не поддерживают Android 7 открываются. Поддержка сервисов Google Play прекратится в 2025 году вместе с Android 6, По сути поддержки сервисов уже нет, из-за чего он находится сразу в двух состояниях. Массовый выход приложений закончился в 2025 году.

## Особенности
- Android 7.0 Nougat получила режим многооконного разделения экрана, в котором два приложения могут занять две половины экрана.
- Значки быстрого доступа теперь выводятся на компактной панели.
- Реализована фильтрация входящих звонков по телефонному номеру.
- Улучшены уведомления.
- Фоновое переключение задач: все открытые приложения и выполняемые операции можно быстро вывести на основной экран с помощью кнопки «Обзор». Двойное нажатие открывает предыдущую задачу, а удерживание позволяет выбрать нужную среди всех доступных. Подобная функция успешно используется в Windows с помощью комбинации Alt + Tab.
- Ночной режим позволяет добиться оптимального отображения информации на экране с помощью автоматического повышения контрастности и регулировки яркости[6].
- Уведомления одного приложения могут быть объединены.
- Можно настраивать разные обои на экран блокировки и на главный экран.
- Усовершенствована функция энергосбережения «Doze». Ранее она работала только когда телефон был неподвижен, но теперь Google утверждает, что «Doze экономит батарею всякий раз, когда экран выключается»[7].
- Новый «Data Saver» режим ограничивает использование мобильных данных в фоновом режиме и может вызвать внутренние функции в приложениях, которые предназначены для уменьшения использования пропускной способности, к примеру, сжатие качества потокового мультимедиа[7].
- 72 новых эмодзи[8].
- Полноценная аппаратная поддержка режима виртуальной реальности[9].

### Платформа разработки
В декабре 2015 Google анонсировала, что Android N переключит Java Runtime Environment с проекта Apache Harmony к OpenJDK. Google заявила, что сдвиг был частью усилий по созданию «общей кодовой базы» между Java на Android и других платформ, а также позволяют использовать «популярные» Java 8 функции на Android платформе. Google позже признала, что переход на OpenJDK позволит избавить платформу от претензий компании Oracle.
Расширены возможности среды выполнения ART, которая позволяет в момент установки приложения скомпилировать его в машинный код. Новая версия AOT-компиляции дополнена JIT-компилятором с поддержкой профилирования кода для достижения максимальной производительности или минимального потребления памяти.
14 апреля 2016 года Google выложила вторую бета-версию операционной системы. Из нововведений стоит отметить новый 3D-рендеринг API, который предоставляет разработчикам 3D-приложений получать прямой доступ к графическому чипу и заметно улучшает производительность графики.
Теперь пользователь может использовать специальные ярлыки быстрого доступа Launcher shortcuts, которые одновременно с запуском приложения совершают предустановленное действие. Например, можно отправлять сообщения определённому контакту или прокладывать маршрут.

## Изменения

### 7.0
- Новое пасхальное яйцо (нужно нажимать на букву N, пока внизу не появится кошачья мордочка; затем открыть настройку быстрых плиток в шторке уведомлений и добавить новую плитку «???? Android Easter Egg». При нажатии на плитку, появится меню с выбором угощения-приманки для кота; после выбора угощения, нужно подождать уведомления о том, что нашёлся кот; при нажатии на это уведомление, открывается список всех пойманных котов, каждому можно дать имя, а также поделиться изображением кота)
- Android 7.0 Nougat получила режим многооконного разделения экрана, в котором два приложения могут занять две половины экрана.
- Значки быстрого доступа теперь выводятся на компактной панели.
- Реализована фильтрация входящих звонков по телефонному номеру.
- Улучшены уведомления, появилась возможность быстрого ответа.
- Фоновое переключение задач: все открытые приложения и выполняемые операции можно быстро вывести на основной экран с помощью кнопки «Обзор». Двойное нажатие открывает предыдущую задачу, а удерживание позволяет выбрать нужную среди всех доступных. Подобная функция успешно используется в Windows с помощью комбинации Alt + Tab.
- Ночной режим позволяет добиться оптимального отображения информации на экране с помощью автоматического повышения контрастности и регулировки яркости.
- Уведомления одного приложения могут быть объединены.
- Усовершенствована функция энергосбережения «Doze». Ранее она работала только когда телефон был неподвижен, но теперь Google утверждает, что "Doze экономит батарею всякий раз, когда экран выключается".
- Новый «Data Saver» режим ограничивает использование мобильных данных в фоновом режиме и может вызвать внутренние функции в приложениях, которые предназначены для уменьшения использования пропускной способности, к примеру сжатие качества потокового мультимедиа.
- Новый дизайн папок. Значки внутри рамки выстроены в сетку.
- Поддержка режима «картинка в картинке».
- 72 новых emoji.
- Полноценная аппаратная поддержка режима виртуальной реальности.

### 7.1
- Режим Daydream VR. Daydream VR анонсировали еще на Google I/O 2016, но появится режим виртуальной реальности только с Android 7.1. Пока что только для смартфонов Pixel и Pixel XL.
- App shortcuts API. После многочисленных утечек Google официально представили «ярлыки для приложений». Ярлыки позволяют производить основные действия с приложением еще до его запуска. Вы можете создать до 5 ярлыков для одного приложения.

### 7.1.1
- Поддержка круглых иконок для приложений. Позволяет привести все иконки к единому дизайну, соответствующему новому Pixel Launcher.
- Image Keyboard Support. Расширяет виды контента, которые пользователи могут вводить с помощью клавиатуры. Позволяет использовать стикеры, gif-изображения и много другое прямо из вашей клавиатуры. Приложения могут «сказать», какой тип контента они принимают, а клавиатура может предоставить этот контент пользователю.
- Storage manager Intent. Дает пользователю доступ к новой части настроек, где вы можете узнать, какие файлы и приложения используют вашу память, удалить неиспользуемые файлы и освободить место на вашем устройстве.
- Поддержка Daydream.
- Контекстное меню для ярлыков приложений, вызываемое по долгому нажатию на иконку (программный аналог 3D Touch).
- Другие функции, которые пока доступны только владельцам Google Pixel и Pixel XL.

### 7.1.2
- Улучшение шифрования.
- Исправления ошибок и небольшие улучшения программного кода.
- Новые настройки живых обоев.
- Позволяет пользователям решать, где применять живые обои.
- Поддержка жестов по сканеру отпечатков пальцев для Nexus 5X и Nexus 6P.